# Changement du lieu de travail en droit français du travail
 (décembre 2014).
Si vous disposez d'ouvrages ou d'articles de référence ou si vous connaissez des sites web de qualité traitant du thème abordé ici, merci de compléter l'article en donnant les références utiles à sa vérifiabilité et en les liant à la section « Notes et références ».
 (octobre 2010).
Le changement du lieu de travail peut entraîner pour l'employé de nombreux désagréments (il peut à l'inverse en supprimer s'il rapproche l'employé) : augmentation de la durée et du coût de transport, problèmes d'organisation familiale, fatigue, etc.

## L'absence d'indication du lieu de travail dans le contrat de travail
Il se peut que le lieu de travail ne soit pas mentionné dans le contrat de travail, ou du moins pas précisément. Cela signifie-t-il que l’employeur peut modifier unilatéralement le lieu de travail du salarié, celui-ci n’étant pas contractualisé ? 

### Déplacement définitif
En fait, tout dépend du changement. En effet, la Chambre sociale de la Cour de cassation a posé le 20 octobre 1998 qu’à défaut de clause précise dans le contrat de travail, celui-ci doit s’exécuter dans un même secteur géographique, faute de quoi cela constitue une modification du contrat de travail nécessitant l’approbation du salarié.
Donc, pour savoir s’il y a modification du contrat de travail ou simple changement des conditions de travail, il faut regarder s'il s'agit toujours du même secteur géographique. Mais que faut-il alors entendre par même secteur géographique ? 
À plusieurs reprises, depuis le 20 octobre 1998, la Chambre sociale de la Cour de cassation a considéré que le déplacement de l’entreprise sur une grande distance (une vingtaine de kilomètres) à l’intérieur de la région parisienne relevait du même secteur géographique et ne constituait dès lors qu’un changement des conditions de travail.
On peut voir que la différence de lieu, tout en étant importante, peut être considérée comme appartenant à un même secteur géographique. Ceci n’apporte donc pas de précisions sur cette notion de secteur géographique. En fait, elle relève du pouvoir d’appréciation des juges, qui au lieu de regarder si in concreto il y a un allongement de la durée du temps de transport comme ils le faisaient autrefois, doivent désormais apprécier de manière objective si le nouveau lieu de travail se situe dans le même secteur géographique que celui où se trouvait initialement le poste de travail (Chambre sociale de la Cour de cassation, 4 mai 1999).
Il n'y a donc pas de réponse claire sur ce qu'il faut entendre par secteur géographique, mais il est évident que plus la distance du nouveau lieu de travail sera grande, plus cela risque d'être considéré comme une modification du contrat de travail. En regardant les différents arrêtés, il semble toutefois qu'un déplacement inférieur à 20 km soit considéré comme faisant partie du même secteur.

### Déplacement occasionnel
Ce qui vient d’être précisé s’applique au cas où il y a un changement définitif du lieu de travail. Qu'en est-il des déplacements occasionnels ?
En fait, cela dépend des circonstances du changement. En effet, un employeur peut imposer à un salarié un changement occasionnel du lieu de travail dans la mesure où ce changement est justifié par l’intérêt de l’entreprise et que la spécificité des fonctions exercées par le salarié implique de sa part une certaine mobilité géographique. Dans le cas contraire, cela constitue une modification du contrat de travail nécessitant l’approbation du salarié (Chambre sociale de la Cour de cassation, 22 janvier 2003).
On voit donc qu’un changement occasionnel du lieu de travail peut relever du pouvoir unilatéral de l’employeur; cependant cela est conditionné à l’activité de l’entreprise et à la qualification du salarié.

### Contrat international
Toutefois, en présence d’un contrat international, la question ne se pose pas dans la mesure où ce type de contrat s’exécute par nature en plusieurs lieux. C’est ainsi qu’un salarié n’a pu prétendre que sa mutation constituait une modification du contrat de travail car il n’était pas affecté à un lieu précis (Chambre sociale de la Cour de cassation, 20 octobre 1998).

## L'indication du lieu de travail dans le contrat de travail
Donc, on a vu qu’en l’absence de mention précise du lieu de travail, il fallait apprécier si l’on restait dans le même secteur géographique. Qu'en est-il si le lieu est indiqué dans le contrat de travail ? Dans ce cas, il est légitime de penser que celui-ci est contractualisé et qu’une modification nécessite l’acceptation du salarié. Pourtant, la Chambre sociale de la Cour de cassation, le  3 juin 2003, a considéré que la mention du lieu dans un contrat de travail n’avait qu’une valeur informative, à moins qu’une clause claire et précise ne stipule que le salarié n’exécutera son travail que dans un seul lieu exclusivement. En effet, il est possible que le contrat de travail fixe un lieu précis de travail; dans ces conditions, le salarié doit exercer son travail sur ce lieu et tout changement constitue une modification du contrat.
Donc, sauf clause claire et précise indiquant l’exercice du travail dans un lieu unique, un employeur peut changer le lieu figurant pourtant sur le contrat de travail, car cela n’a qu’une valeur informative. Le salarié ne peut alors s’opposer à ce changement qui relève du pouvoir de direction de l’employeur.
Néanmoins le pouvoir de l’employeur est limité. En effet, il peut changer le lieu de travail d’un salarié même si le lieu est indiqué dans le contrat. Mais cela ne remet pas en cause la nécessité de se trouver dans le même secteur géographique, laquelle constitue une modification du contrat de travail que le salarié peut refuser.

## L’existence d’une clause de mobilité

### L’existence d’une clause de mobilité dans le contrat de travail
Le code du travail n'encadre pas la clause de mobilité. Seule la jurisprudence en définit les conditions de validité ou à défaut le juge quand il est saisi de ce sujet.
Il est possible d’insérer une clause de mobilité au sein du contrat de travail, par laquelle le salarié s’engage à accepter toutes mutations (dans la limite de ce qui est fixé par la clause elle-même). Néanmoins, pour être valable, elle doit être précise et avoir été acceptée et signée par le salarié, sinon elle lui est inopposable (Chambre sociale de la Cour de cassation 2 avril 1998]). Dès lors qu’elle a été acceptée, la clause de mobilité s’impose au salarié : on se situe dans le domaine du pouvoir unilatéral de l’employeur.
Une clause de mobilité ne peut prévoir que le refus entraine automatiquement la rupture du contrat de travail. C'est clause entraine la nullité.
Une telle clause ne permet pas d'imposer un changement de domicile ou de résidence.
Aucune contrepartie financière n'est due au salarié.
La Cour de cassation a toutefois pris le soin de préciser que la clause de mobilité ne devait pas être utilisée par l'employeur de manière abusive (Soc. 18 mai 1999, CSB 1999, n° 113, S. 114 – également, Soc. 10 janvier 2001, Semaine Sociale LAMY 22 janvier 2001, p. 10, où la Cour de cassation affirme qu’en dépit d’une clause de mobilité, l’employeur abuse du droit qu’il tient de son pouvoir de direction en n’assurant pas au salarié les moyens de se rendre sur son nouveau lieu de travail – confirmation, Soc. 6 février 2001, Semaine sociale LAMY, n° 1016, p. 13) ou la met en œuvre dans un but qui n’est pas conforme à l’intérêt de l’entreprise (Soc. 15 décembre 2004, RJS 2005, n° 251). Il en va de même selon la Cour de cassation si la mutation du salarié emporte une réduction de sa rémunération (Soc. 15 décembre 2004, RJS 2005, n° 122, où la mutation avait une incidence sur la partie variable du salaire calculée sur le bénéfice d’un magasin moins bien achalandé).

### L’existence d’une clause de mobilité dans une convention collective
Il se peut que le contrat de travail ne fasse pas référence à ce type de clause, mais que pourtant les salariés soient soumis à une obligation de mutation. En effet il est possible que les salariés soient soumis à une convention collective dans laquelle figure une clause de mobilité. Pour qu’elle soit applicable, il est nécessaire que le salarié ait été informé de son existence au moment de son embauche; de plus, il faut qu’il ait été en mesure d’en prendre connaissance. Cela nécessite donc que la convention collective où figure une clause de mobilité existe préalablement à l’embauche. Si le salarié a été engagé antérieurement, il faudra alors une acceptation de sa part pour que la clause lui soit opposable, car cela constituera une modification du contrat de travail (Chambre sociale de la Cour de cassation 27 juin 2002).

### L’existence d’une faute du salarié en cas de refus de sa part
Comme il a été dit, une fois acceptée par le salarié, la clause de mobilité s’impose à lui; cela constitue un simple changement des conditions de travail. En effet, l’employeur dans le cadre de son pouvoir unilatéral de direction peut lui imposer une mutation et le refus du salarié dès lors constitue une faute qui est en principe une faute grave (Chambre sociale de la Cour de cassation 30 septembre 1997). Néanmoins, cela n’est pas toujours le cas. En effet, le juge va procéder à une appréciation subjective, c'est-à-dire au cas par cas. Certains éléments peuvent venir atténuer la gravité de la faute, comme la perturbation de la vie familiale, par exemple.
D'autre part, la clause ne sera pas valable sans l'accord du salarié si elle entraîne une modification de son contrat de travail.
Quelques exemples issus de la jurisprudence permettent d'éclairer ce point :
Ainsi, il a été décidé dans un arrêt du 22 janvier 2003 (Cass., Soc., 22 janvier 2003) que « le déplacement occasionnel imposé à un salarié en dehors du secteur géographique où il travaille habituellement ne constitue pas une modification de son contrat de travail dès lors que la mission est justifiée par l'intérêt de l'entreprise et que la spécificité des fonctions exercées par le salarié implique de sa part une certaine mobilité géographique ».
Mais aussi :
Soc., 10 juillet 2002, pourvoi 00-42937 (sur le secteur géographique) : « la cour d'appel a énoncé que la mutation proposée constituait une modification du contrat dès lors qu'il n'existait pas de clause de mobilité, que l'employeur n'avait pas respecté la disposition conventionnelle prescrivant l'établissement d'une lettre d'embauche indiquant le lieu de travail et que depuis son engagement la salariée avait toujours travaillé dans le même salon; Qu'en statuant ainsi, alors qu'il résultait de ses constatations que la mutation avait lieu dans le même secteur géographique en sorte qu'elle n'était pas constitutive d'une modification du contrat mais consistait en un simple changement des conditions de travail qui s'imposait à la salariée, la cour d'appel a violé le texte susvisé ; ».
Soc., 10 janvier 2001, Bull n° 3, N° 98-46-226 : « le conseil de prud'hommes a constaté que la salariée se trouvait dans l'impossibilité en l'absence de transport en commun de se rendre à l'heure prévue sur le nouveau lieu de travail qui lui était imposé ; qu'il a pu décider, bien que le contrat ait comporté une clause de mobilité, que l'employeur, à défaut de lui assurer des moyens de se rendre sur son lieu de travail, avait abusé du droit qu'il tient de l'exercice de son pouvoir de direction et a ainsi légalement justifié sa décision ; ».

### L’exclusion de la faute du salarié en cas d’abus de droit de l’employeur
Le salarié ne peut refuser l’application d’une clause de mobilité qu’il a acceptée; toutefois cela nécessite qu’il n’y ait pas d’abus de la part de l’employeur. En effet, l’employeur se doit d’exécuter de bonne foi le contrat de travail, ce qui ne sera pas le cas lorsqu’il impose une mutation dans l’urgence sans tenir compte d’un certain délai de prévenance et de réflexion. L’employeur se doit également de tenir compte de la situation personnelle du salarié et des emplois disponibles; ainsi, un employeur ne peut imposer à un salarié en situation familiale critique une mutation immédiate dans un poste qui pourrait être occupé par d’autres salariés (Chambre sociale de la Cour de cassation 18 mai 1999).